# Rick Reuschel
Rickey Eugene Reuschel (né le 16 mai 1949 à Quincy, Illinois, États-Unis) est un ancien lanceur droitier de baseball.
Il joue 19 saisons dans la Ligue majeure de baseball comme lanceur partant de 1972 à 1991 pour les Cubs de Chicago, les Yankees de New York, les Pirates de Pittsburgh et les Giants de San Francisco, remportant 214 victoires. Il reçoit trois invitation au match des étoiles, gagne deux Gants dorés à la position de lanceur et remporte le prix du joueur ayant effectué le meilleur retour de l'année en 1985 dans la Ligue nationale.

## Carrière

### Cubs de Chicago
Joueur des Leathernecks de l'université Western Illinois (en), Rick Reuschel est repêché par les Cubs de Chicago au 3e tour de sélection en juin 1970. Après un peu plus de deux saisons en ligues mineures, il rejoint la rotation de lanceurs partants des Cubs en cours de saison 1972, disputant son premier match dans le baseball majeur le 19 juin.
Son frère aîné Paul Reuschel joue cinq saisons dans les Ligues majeures, dont trois avec les Cubs comme lanceur de relève de 1975 à 1978. Le 21 août 1975, Rick et Paul Reuschel deviennent les seuls frères dans l'histoire du baseball majeur à lancer ensemble un blanchissage. Dans une victoire des Cubs à Wrigley Field, 7-0 sur les Dodgers de Los Angeles, Rick lance 6 manches et un tiers sans accorder de point et Paul complète le travail pour les deux manches et deux tiers qui suivent.
Rick Reuschel connaît sa meilleure saison en 1977 avec 20 victoires contre 10 défaites et une moyenne de points mérités de 2,79 en 252 manches lancées. Il honore à la mi-saison sa première invitation au match des étoiles et, à la fin de l'année, termine 3e derrière Steve Carlton et Tommy John au vote désignant le vainqueur du trophée Cy Young du meilleur lanceur de la Ligue nationale. Le 28 juillet 1977 à Wrigley Field, il fait une rare apparition en relève (deux sur 39 matchs cette année-là), retire les Reds de Cincinnati en début de 13e manche, puis frappe un coup sûr pour ensuite compter le point qui donne aux Cubs une victoire de 16 à 15 en fin de 13e reprise.

### Yankees de New York
Le 12 juin 1981, Chicago échange Reuschel aux Yankees de New York contre les lanceurs droitiers Doug Bird et Mike Griffin. Reuschel maintient une moyenne de points mérités de 2,67 en 11 départs et une présence en relève pour les Yankees en seconde moitié de saison et lance dans la Série mondiale 1981, perdue par New York contre les Dodgers de Los Angeles. Inefficace dans les séries éliminatoires avec les Yankees (moyenne de 4,91 points mérités accordés en finale et une défaite contre Milwaukee en Série de championnat), Reuschel passe l'entière saison 1982 sur la liste des joueurs blessés à la suite de deux opérations à l'épaule droite, puis est libéré de son contrat avec New York en juin 1983.

### Retour avec les Cubs de Chicago
La carrière du lanceur de 34 apparaît alors terminée. Mais trois semaines après avoir été libéré par les Yankees en juin 1983, il convainc le directeur-gérant des Cubs, Dallas Green, de lui accorder une essai. Assigné au club-école de classe A des Cubs, il y maintient une moyenne de points mérités de 2,92 en 13 départs et prouve qu'il peut lancer sans que son épaule droite ne lui cause de douleur. Il revient chez les Cubs en septembre 1983, mais après l'acquisition de Scott Sanderson l'hiver suivant, sa place dans la rotation de partants pour 1984 est tout sauf assurée, à plus forte raison lorsque des maux de dos l'envoient sur la liste des joueurs blessés avant même que la saison ne commence. En 19 matchs, dont 14 départs, pour les Cubs de 1984, Reuschel remporte 5 victoires contre 5 défaites mais affiche une moyenne de 5,17 points mérités accordés par partie. 

### Pirates de Pittsburgh
Libéré par Chicago en février 1985, Reuschel doit se contenter du contrat des ligues mineures offert par les Pirates de Pittsburgh.
Reuschel connaît un brillant passage à Pittsburgh. À 36 ans, il maintient sa meilleure moyenne de points mérités en carrière en 1985 : 2,27 en 194 manches lancées lors de 26 départs et 5 apparitions en relève. Il remporte 14 victoires contre 8 défaites, la meilleure performance au sein d'un club médiocre qui perd 104 de ses 162 matchs. On lui décerne en 1985 le prix du joueur ayant effectué le plus brillant retour de l'année dans la Ligue nationale.
En 1986, encore une fois pour une équipe de dernière place, il lance 215 manches et deux tiers en 35 matchs, dont 34 départs, et maintient une moyenne de 3,96 avec 9 victoires et 16 défaites. Il rehausse toutefois son jeu en 1987 alors qu'après 25 départs et 177 manches lancées, il n'a qu'une moyenne de 2,75 points mérités accordés et déjà 9 matchs complets. Mais à ses trois derniers départs, il éprouve des douleurs au coude, ce qui précipite la décision des Pirates de l'échanger à une équipe engagée dans une course au championnat. Après avoir tenté, sans succès, de le refiler aux Reds de Cincinnati, les Pirates l'échangent aux Giants de San Francisco, qui coifferont justement les Reds en tête de la division Ouest de la Ligue nationale quelques mois plus tard. 

### Giants de San Francisco
Le 21 août 1987, le vétéran passe donc à San Francisco en échange des lanceurs droitiers Jeff Robinson et Scott Medvin. Reuschel termine la campagne avec 13 victoires contre 9 défaites, une moyenne de points mérités de 3,07 en 227 manches lancées au total pour ses deux clubs, et mène tous les lanceurs de la Ligue nationale en 1987 pour les matchs complets (12) et les blanchissages (4). Tout comme en 1977, il prend le 3e rang du vote de fin d'année qui désigne le gagnant du trophée Cy Young, étant cette fois devancé par le lauréat Steve Bedrosian ainsi que son ancien coéquipier Rick Sutcliffe
Il éprouve toutefois des difficultés en Série de championnat de la Ligue nationale lorsqu'il est le lanceur perdant du premier match contre les Cardinals de Saint-Louis, puis est remplacé par un releveur après avoir seulement lancé les 4 premières manches du 5e affrontement.
En 1988, Reuschel remporte 19 matchs, son second plus haut total de victoires en carrière après la saison 1977. Il effectue 36 départs, le plus haut total de la Nationale, et maintient une excellente moyenne de points mérités de 3,12 en 245 manches lancées. 
En 1989, il connaît l'une de ses meilleures saisons en carrière : moyenne de 2,94 en 32 départs et 208 manches et un tiers lancées, 17 victoires contre 8 défaites. Le 12 mai, quatre jours avant ses 40 ans, il célèbre à Montréal avec sa 200e victoire en carrière. Invité pour la 3e et dernière fois au match d'étoiles de mi-saison, il termine 8e du vote annuel désignant le gagnant du trophée Cy Young. Sa guigne se poursuit toutefois en éliminatoires, alors qu'en 3 départs sa moyenne de points mérités se chiffre à 7,10. Responsable de 5 des 6 points marqués par les Cubs de Chicago en première manche du second match de la Série de championnat 1989, il n'enregistre que deux retraits avant d'être envoyé aux douches. Sa performance lors du 5e match donne espoir aux Giants : il limite les Cubs à un seul point en 8 manches et est le lanceur gagnant du match qui propulse San Francisco en Série mondiale 1989. Mais à son seul départ en grande finale, lors du 3e match contre les éventuels champions du monde, les Athletics d'Oakland, il est le lanceur perdant après avoir donné 5 points en 4 manches.

### Palmarès
Rick Reuschel joue son dernier match le 22 avril 1991, à quelques jours de ses 42 ans. Au terme d'une carrière qui s'est étalée sur 19 saisons, il compte 214 victoires contre 191 défaites et sa moyenne de points mérités se chiffre à 3,37 en 3 548 manches et un tiers au total. Lanceur extrêmement durable malgré des blessures au bras subies en milieu de carrière, il lance plus de 200 manches au cours de 12 saisons différentes. Comme lanceur partant, il amorce 529 de ses 557 matchs joués et réussit 102 matchs complets, 26 d'entre eux des blanchissages. Ses 28 présences en relève lui valent 5 sauvetages. Il réussit au total 2 015 retraits sur des prises, son sommet personnel de 168 en une année étant réussi en 1973, sa première saison complète, avec Chicago. 
Une ombre sur sa carrière est sa performance souvent chancelante en éliminatoires pour les Yankees de 1981 et les Giants de 1987 et 1989 : en 32 manches et un tiers lancées en 7 départs et un match joué comme lanceur de relève, il accorde 24 points, dont 21 mérités, sur 43 coups sûrs et 12 buts-sur-balles, pour une moyenne de 5,85 avec une seule victoire et 4 défaites. Les frappeurs adverses lui font particulièrement la vie dure au cours des Séries mondiales de 1981 et 1989, où il donne 8 points dont 7 mérités en 7 manches et deux tiers, pour une moyenne de 8,22 en trois rencontres, dont deux comme partant.
Les qualités défensives de Reuschel sont à deux reprises récompensées par le Gant doré du meilleur joueur défensif à sa position : il le remporte en 1985 avec les Pirates et en 1987 au terme de sa saison partagée entre les Pirates et les Giants. Témoignant d'une certaine agilité malgré un physique imposant (son coéquipier des Giants, Mike Krukow, le surnomme Big Daddy en raison de ses 6 pieds 3 pouces (1,90 mètre) et 240 livres ou 108 kg), Reuschel est 17 fois dans sa carrière utilisé comme coureur suppléant, ce qui est inusité pour un lanceur, dont 7 fois par Pittsburgh en 1986. Il ne frappe que pour ,168 de moyenne en 1 304 passages au bâton en carrière mais réussit 4 triples et 4 coups de circuit.